# Bianchi
Bianchi község (comune) Olaszország Calabria régiójában, Cosenza megyében.

## Fekvése
A megye déli részén fekszik. Határai: Carlopoli, Colosimi, Panettieri, Parenti, Sorbo San Basile és Soveria Mannelli.

## Története
A települést a 17. században alapították. Névadója valószínűleg a Bianchi nemesi család, amely hosszú ideig birtokolta.

## Népessége
A népesség számának alakulása:

## Főbb látnivalói
- Palazzo Baronale Serravalle
- Palazzo Accattatis
- Sant’Antonio-templom
- Sant’Anna-templom
- San Giacomo Apostolo-templom
- Santa Maria di Corazzo ciszterci apátság